# Холмово (Ленинградская область)
Холмово (до 1948 года Мерола, Кохтамаа, фин. Merola, Kohtamaa) — посёлок в Каменногорском городском поселении Выборгского района Ленинградской области.

## Название
Согласно решению общего собрания колхоза «Дружба» зимой 1948 года деревне Мерола было присвоено наименование Холм. Переименование в форме среднего рода — в форме Холмово, было закреплено указом Президиума ВС РСФСР от 13 января 1949 года.

## История

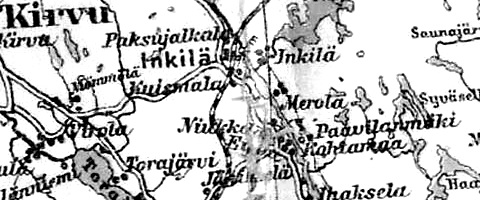
Деревни Мерола и Кохтамаа на финской карте 1923 года

До 1939 года деревни Мерола и Кохтамаа входили в состав волости Кирву Выборгской губернии Финляндской республики.
С 1 января 1940 года — в составе Карело-Финской ССР.
С 1 июля 1941 года по 31 мая 1944 года финская оккупация.
С 1 ноября 1944 года — в составе Инкильского сельсовета Яскинского района.
С 1 января 1949 года деревня  Мерола учитывается административными данными как деревня Холмово Зайцевского сельсовета Лесогорского района. В ходе укрупнения хозяйства к деревне были присоединены соседние селения: Ниуккола, Раухала, Ихаксела и Мерола 1-е.
В 1950 году население деревни составляло 110 человек.
С 1 января 1951 года — в составе Бородинского сельсовета.
В 1958 году население деревни составляло 64 человека.
С 1 декабря 1960 года — в составе Выборгского района. 
По данным 1966, 1973 и 1990 годов посёлок Холмово находился в составе Бородинского сельсовета.
В 1997 году в посёлке Холмово Бородинской волости проживали 9 человек, в 2002 году — 6 человек (все русские).
В 2007 году в посёлке Холмово Каменногорского ГП проживали 4 человека, в 2010 году — 5 человек.

## География
Посёлок расположен в северо-восточной части района на автодороге 41К-415 (Бородинское — Залесье).
Расстояние до административного центра поселения — 24 км. 
Расстояние до ближайшей железнодорожной станции Бородинское — 3 км. 
Посёлок находится на правом берегу реки Дымовка. 

## Демография
| 2007 | 2010 | 2017 | 2021 |
| ---- | ---- | ---- | ---- |
| 4    | ↗5   | ↘1   | ↗28  |

## Улицы
Зайцевский проезд, Заозёрная, Радужный проезд, Ручейный проезд.